# Mercer Family Foundation
La Mercer Family Foundation est une fondation de subventionnement privée aux États-Unis. En 2013, ses actifs s'élevaient à 37 millions de dollars. La fondation est dirigée par Rebekah Mercer, fille de l'informaticien et gestionnaire de fonds Robert Mercer,. 
Sous la direction de Rebekah, la fondation de la famille a investi environ 70 millions de dollars dans des causes conservatrices entre 2009 et 2014. La fondation a notamment fait des dons à des groupes qui rejettent le consensus scientifique sur le réchauffement climatique.

## Activités
Les principaux intérêts de la fondation concernent les domaines de la politique publique, de l'enseignement supérieur et des sciences. La fondation a fait des dons à des organisations et institutions telles que l'Heritage Foundation, l'Illinois Policy Institute, l'Heartland Institute et SUNY Stony Brook.